# سهل باقل (الرجم)

تعديل مصدري - تعديل

سهل باقل هي إحدى قرى عزلة غالب ربيعي بمديرية الرجم التابعة لمحافظة المحويت، بلغ تعداد سكانها 748 نسمة حسب تعداد اليمن لعام 2004.